# To tu, to tam
To tu, to tam – trzeci studyjny, solowy, a czwarty w ogóle album polskiego wykonawcy poezji śpiewanej Grzegorza Turnaua, wydany w 1995 przez Pomaton EMI. Nagranie przeprowadzono od 26 czerwca do 30 lipca 1995 w Studio Grelcom w Krakowie.
Album zyskał status podwójnej platynowej płyty.

## Lista utworów i twórców
| 1.  | „Między ciszą a ciszą” | 3:20  |
|     | - Grzegorz Turnau – muzyka, śpiew, fortepian - Michał Zabłocki – słowa - Maryna Barfuss – flet - Sławomir Berny – perkusja - Robert Hobrzyk – gitara klasyczna - Mariusz Pędziałek – rożek angielski - Michał Półtorak – skrzypce - Adam Moszumański – gitara basowa, wiolonczela |       |
| 2.  | „To tu, to tam” | 4:09  |
|     | - Grzegorz Turnau – muzyka, śpiew, fortepian - Michał Zabłocki – słowa - Sławomir Berny – perkusja, instrumenty perkusyjne - Mariusz Pędziałek – rożek angielski - Michał Półtorak – skrzypce - Adam Moszumański – gitara basowa - Leszek Szczerba – saksofon tenorowy - Jerzy Wysocki – gitara akustyczna |       |
| 3.  | „Natężenie świadomości” | 4:24  |
|     | - Grzegorz Turnau – muzyka, śpiew, fortepian - Michał Zabłocki – słowa - Maryna Barfuss – flet - Sławomir Berny – perkusja, instrumenty perkusyjne - Robert Hobrzyk – gitara elektroakustyczna - Mariusz Pędziałek – obój - Michał Półtorak – skrzypce - Adam Moszumański – gitara basowa |       |
| 4.  | „W prowincjonalnym małym mieście” | 2:40  |
|     | - Grzegorz Turnau – muzyka, śpiew, fortepian - Jan Brzechwa – słowa - Adam Moszumański – wiolonczela |       |
| 5.  | „Gdy wszystko się zdarzy” | 3:56  |
|     | - Grzegorz Turnau – muzyka, śpiew, fortepian, instrumenty klawiszowe - E. E. Cummings – słowa (tłum. Stanisław Barańczak) - Sławomir Berny – perkusja, instrumenty perkusyjne - Adam Moszumański – gitara basowa - Leszek Szczerba – saksofon tenorowy - Karol White – gitara elektroakustyczna |       |
| 6.  | „Atlantyda” | 1:54  |
|     | - Grzegorz Turnau – muzyka, śpiew, fortepian - Wisława Szymborska – słowa |       |
| 7.  | „Powrót” | 2:07  |
|     | - Grzegorz Turnau – muzyka, fortepian - Maryna Barfuss – flet - Sławomir Berny – instrumenty perkusyjne - Robert Hobrzyk – gitara klasyczna - Mariusz Pędziałek – rożek angielski - Mirosław Płoski – waltornia - Michał Półtorak – skrzypce - Adam Moszumański – gitara basowa, wiolonczela |       |
| 8.  | „Bracka” | 5:10  |
|     | - Grzegorz Turnau – muzyka, śpiew, fortepian, instrumenty klawiszowe - Michał Zabłocki – słowa - Maryna Barfuss – flet - Sławomir Berny – perkusja - Mariusz Pędziałek – rożek angielski - Michał Półtorak – skrzypce - Adam Moszumański – gitara basowa - Leszek Szczerba – saksofon sopranowy - Karol White – gitara elektroakustyczna - Jerzy Wysocki – gitara akustyczna                                             |       |
| 9.  | „Pompa” | 2:35  |
|     | - Grzegorz Turnau – muzyka, śpiew, fortepian, akordeon - Konstanty Ildefons Gałczyński – słowa - Sławomir Berny – perkusja, instrumenty perkusyjne - Mirosław Płoski – waltornia - Michał Półtorak – skrzypce - Adam Moszumański – wiolonczela |       |
| 10. | „Uno momento mortis” | 3:56  |
|     | - Grzegorz Turnau – muzyka, słowa, śpiew, fortepian, instrumenty klawiszowe - Sławomir Berny – perkusja, instrumenty perkusyjne - Adam Moszumański – gitara basowa - Leszek Szczerba – saksofon tenorowy, saksofon sopranowy - Karol White – gitara elektroakustyczna - Jerzy Wysocki – gitara akustyczna |       |
| 11. | „Marta” | 1:36  |
|     | - Grzegorz Turnau – muzyka, śpiew, fortepian - Jan Brzechwa – słowa - Maryna Barfuss – flet - Mariusz Pędziałek – rożek angielski - Michał Półtorak – skrzypce - Adam Moszumański – wiolonczela |       |
| 12. | „Wielka ulewo, wielka śnieżyco” | 3:46  |
|     | - Grzegorz Turnau – muzyka, śpiew, fortepian, instrumenty klawiszowe, marimba - E. E. Cummings – słowa (tłum. Stanisław Barańczak) - Maryna Barfuss – flet - Sławomir Berny – perkusja, instrumenty perkusyjne - Honorata Górnisiewicz – harfa - Mariusz Pędziałek – obój - Mirosław Płoski – waltornia - Michał Półtorak – skrzypce - Adam Moszumański – gitara basowa, wiolonczela - Jerzy Wysocki – gitara akustyczna |       |
| 13. | „Wszystko co piękne” | 3:35  |
|     | - Grzegorz Turnau – muzyka, śpiew, fortepian, instrumenty klawiszowe - Jerzy Zagórski – słowa - Maryna Barfuss – flet - Sławomir Berny – perkusja - Robert Hobrzyk – gitara klasyczna - Mariusz Pędziałek – obój, rożek angielski - Michał Półtorak – skrzypce - Adam Moszumański – gitara basowa, wiolonczela |       |
| 14. | „Jak linoskoczek” | 4:26  |
|     | - Grzegorz Turnau – śpiew, fortepian, instrumenty klawiszowe - Jan Kanty Pawluśkiewicz – muzyka, śpiew - Leszek Aleksander Moczulski – słowa - Maryna Barfuss – flet - Sławomir Berny – perkusja - Michał Półtorak – skrzypce, śpiew - Adam Moszumański – gitara basowa - Leszek Szczerba – saksofon sopranowy - Jerzy Wysocki – gitara akustyczna                                                                       |       |
|     | | 47:34 |
|     | |       |
- Dariusz Grela – realizacja nagrań